# The Curse of Millhaven

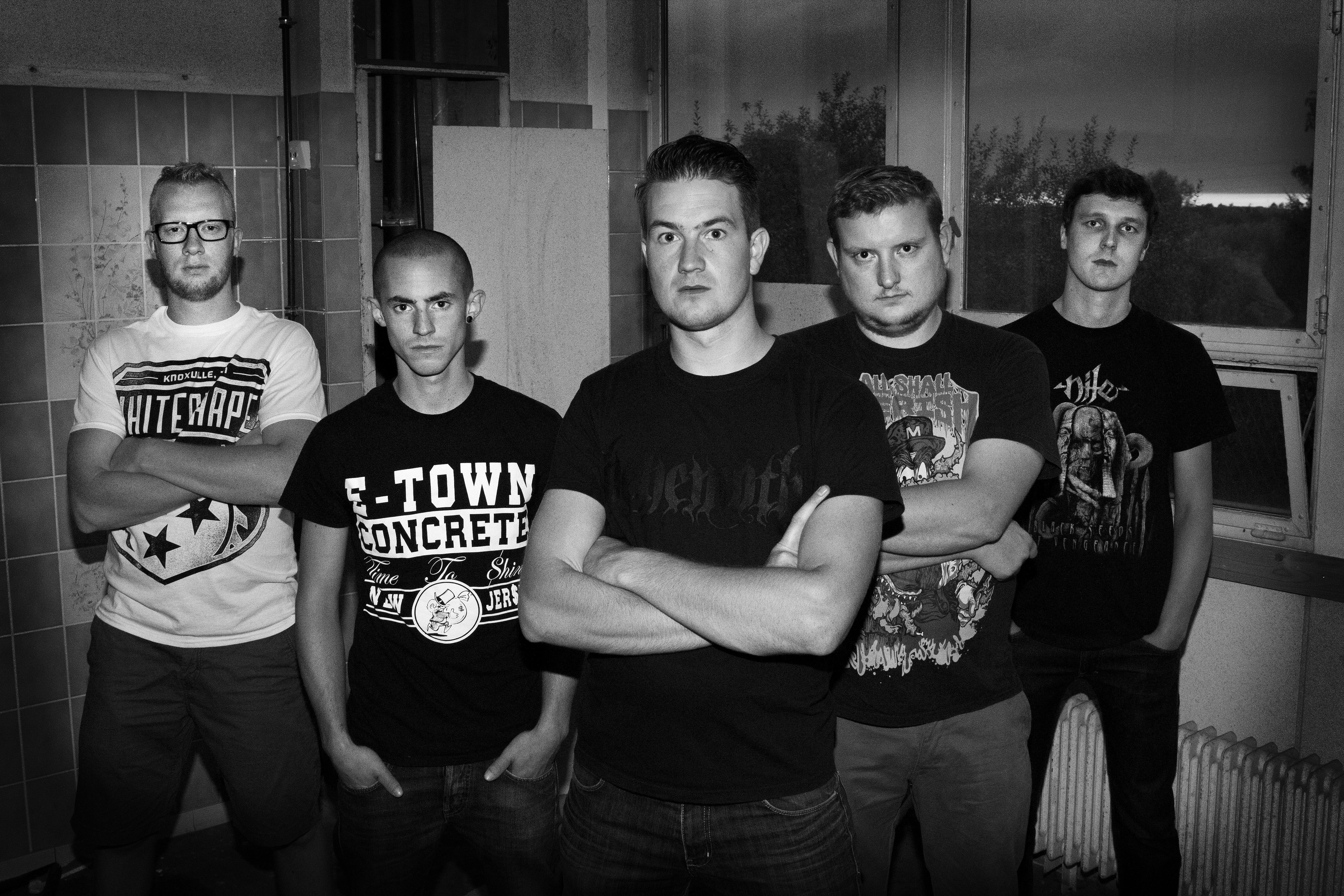
The Curse of Millhaven (2013)

MILLHAVEN is een melodische metalband uit het Belgische Ieper. De bandnaam is gebaseerd op het gelijknamige nummer van de Australische zanger Nick Cave.
De band is ontstaan uit de opgeheven bands In Chains, At World's End en Fatal Recoil.
Op 1 augustus 2014 kwam het eerste album van de band uit, getiteld Vestibule of Hell. Deze conceptplaat vertelt het verhaal van de negen lagen van de hel met hun eigen soort kwaad en werd uitgebracht via Genet Records, tevens de organisators van onder andere Ieperfest.
De band speelde een reeks optredens ter promotie van deze plaat, waaronder als voorprogramma voor Vital Remains en Misery Index.

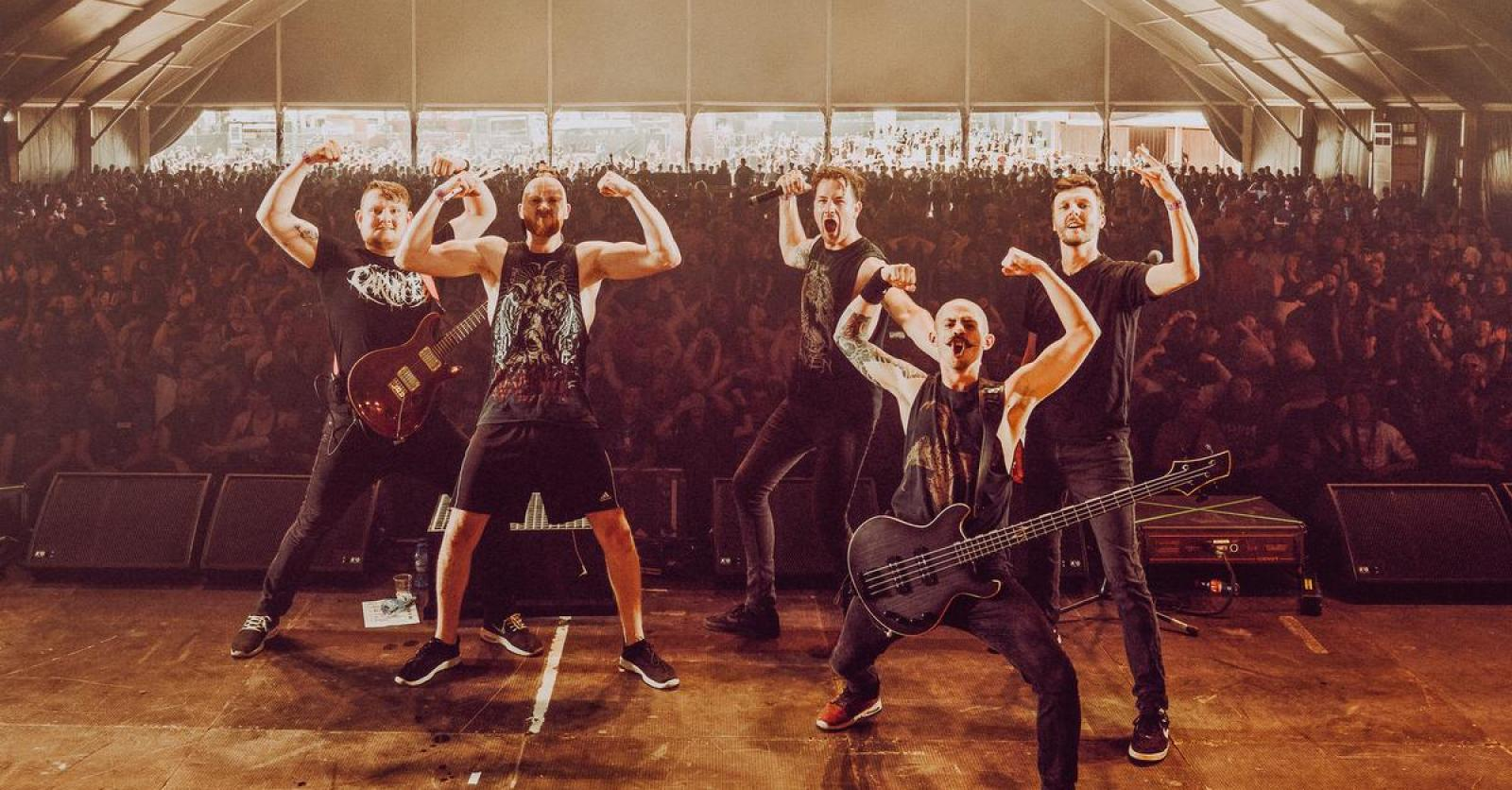
MILLHAVEN op Graspop (2022)

In 2017 bracht The Curse of Millhaven een nieuwe EP uit, getiteld Plagues, met vijf nummers.
De band speelde op Antwerp Metal Fest en haalde de finale van de Wacken Open Air contest.
In 2019 werd het album Thresholds uitgebracht, in een split deal op het Belgische Dust & Bones Records en het Australische 10-54 Records.

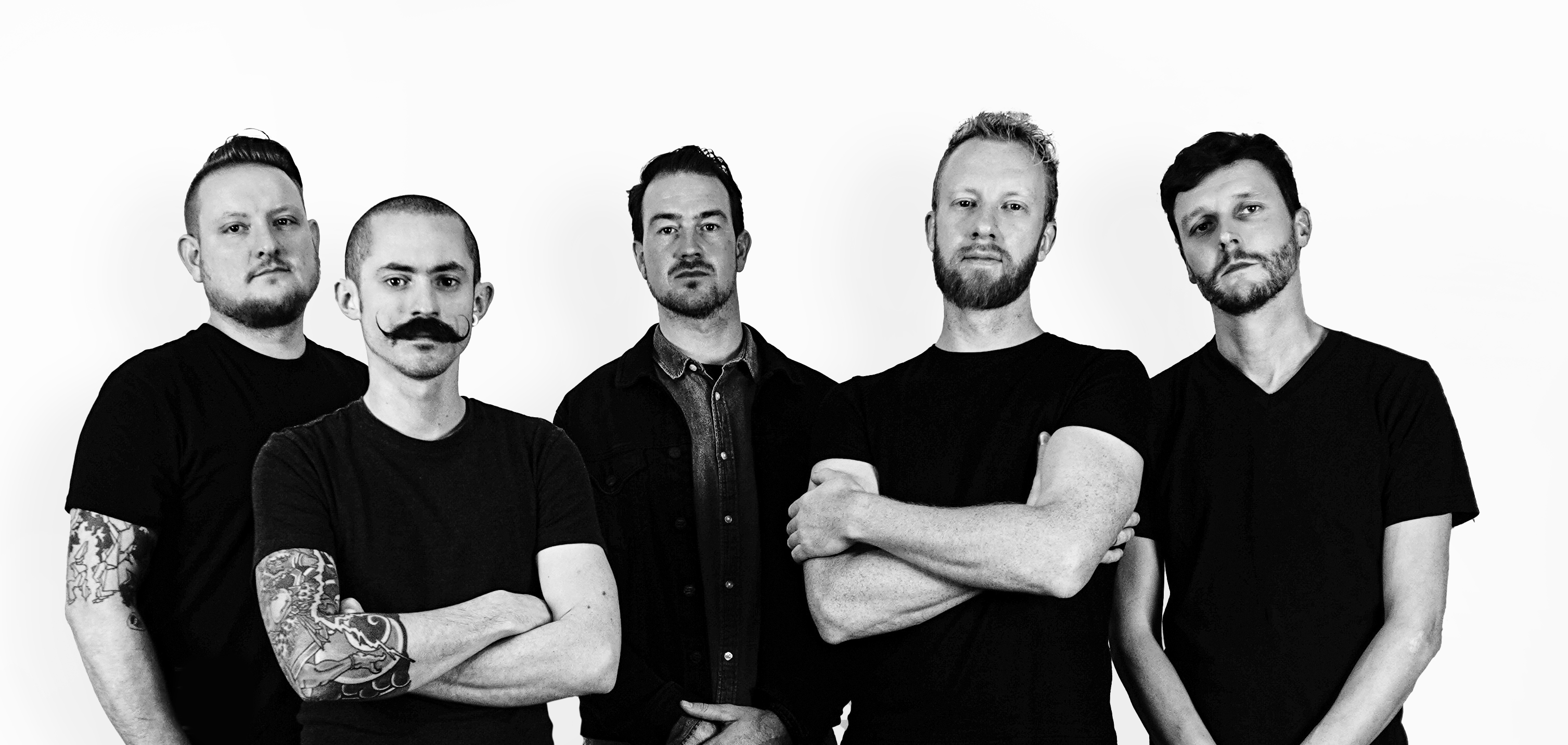
MILLHAVEN (2024)

Naar aanleiding van hun 10-jarig bestaan en de passage op Graspop Metal Meeting, waar zij als eerste band na de Covidpandemie optraden en zo het festival openden, en Ieperfest in 2022 bracht de band een nieuwe single en videoclip uit, genaamd Maze.
In het najaar van 2023 kondigde de band een nieuw album aan, getiteld 'Dualism' en werd de naam veranderd naar MILLHAVEN. De band sloeg zo een nieuwe, frisse weg in na 12 jaar.
Het album kwam uit via Genet Records in maart 2024. De band speelde een resem shows om dit album te promoten en deed ook festivals als Rockelingen en Alcatraz Metal Festival aan. 

## Bandleden
- Jasper Lobelle – zang (2012–heden)
- Kurt Mylle – gitaar (2012–heden)
- Jeroen Debruyne – gitaar (2012–heden)
- Bram Dewilde – basgitaar (2012–heden)
- Bart Rambour – drums (2012–heden)

Tijdlijn

## Discografie
- Dualism  – Genet Records (2024)
- Maze – Eigen beheer (2022)
- Thresholds – Dust & Bones Records (Europa) + 10-54 Records (Australië) (2019)
- Plagues – Eigen beheer (2017)
- Vestibule of hell – Genet Records (2014)